# Puka Puka (atolón)
Puka Puka es un atolón de la Polinesia del archipiélago Tuamotu, administrativamente perteneciente a la  Colectividad de ultramar de la Polinesia Francesa. Está situado al noreste del archipiélago, a 1190 km de la isla de Tahití

## Geografía
La superfecie total es de 4 km²; con una laguna pequeña y cerrada. A veces se incluye en el grupo de las islas de la Decepción, pero se encuentra a 300 km al este y está culturalmente diferenciado. El atolón fue poblado desde las islas Marquesas y la lengua local está más relacionada con el marquesano que con el paumotu.
La población es de 166 habitantes en el censo de 2012. Cuenta con un aeropuerto, y debido a su aislamiento, administrativamente forma una comuna de una única isla.

## Historia
Antiguamente era conocido como Mahina. La villa principal es Te One Mahina, que quiere decir «la arena de Mahina»
Puka Puka fue la primera isla descubierta por los europeos en la Polinesia. Fernando de Magallanes llegó alrededor del 8 de marzo de 1521 pues salieron del estrecho sobre el 27 de noviembre. El nombre de los islotes fue por ser la vigilia de la festividad de la Conversión de San Pablo la más próxima a la fecha del descubrimiento, pero no porque llegaran a ellas en dicha fecha, tanto por tiempo como por velocidad era algo imposible. "El relato de Pigafetta dice que ...después de 3 meses y 20 días de navegación desde la Patagonia arribamos a unos islotes llenos de pájaros y árboles que llamamos islas Infortunadas. El primero de ellos en latitud , unos dicen en 13.º latitud septentrional y otros en latitud 15.º latitud septentrional. El segundo islote estaba en latitud 9.º septentrional."... 
Durante muchos años fue prácticamente la única isla que aparecía en los mapas en el medio del Pacífico. En 1616 fueron redescubiertas por los neerlandeses Willem Schouten y Jacob Le Maire. Encontraron tres perros de raza española y la llamaron isla de los Perros (Honden Eylandt).
A principios del siglo XX fue colonizado por trabajadores de Fakahina para explotar el recurso de guano y plantar cocoteros para producir copra. En 1950 fue la primera isla que encontró Thor Heyerdahl después de cruzar el Pacífico desde Perú con su embarcación de construcción tradicional Kon-Tiki. El 1996 fue devastado por un tifón.

## Galería

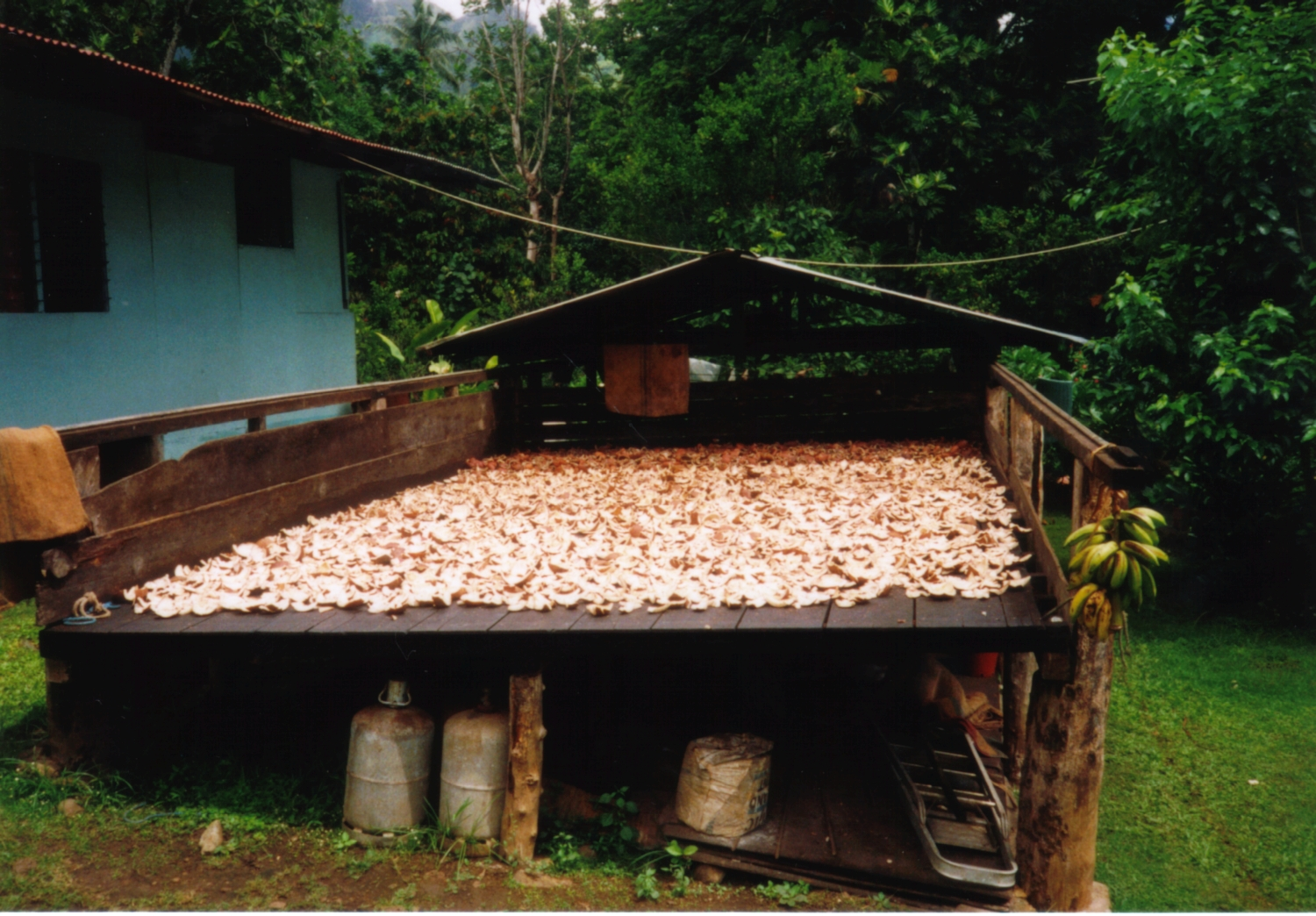
Secadero de copra.
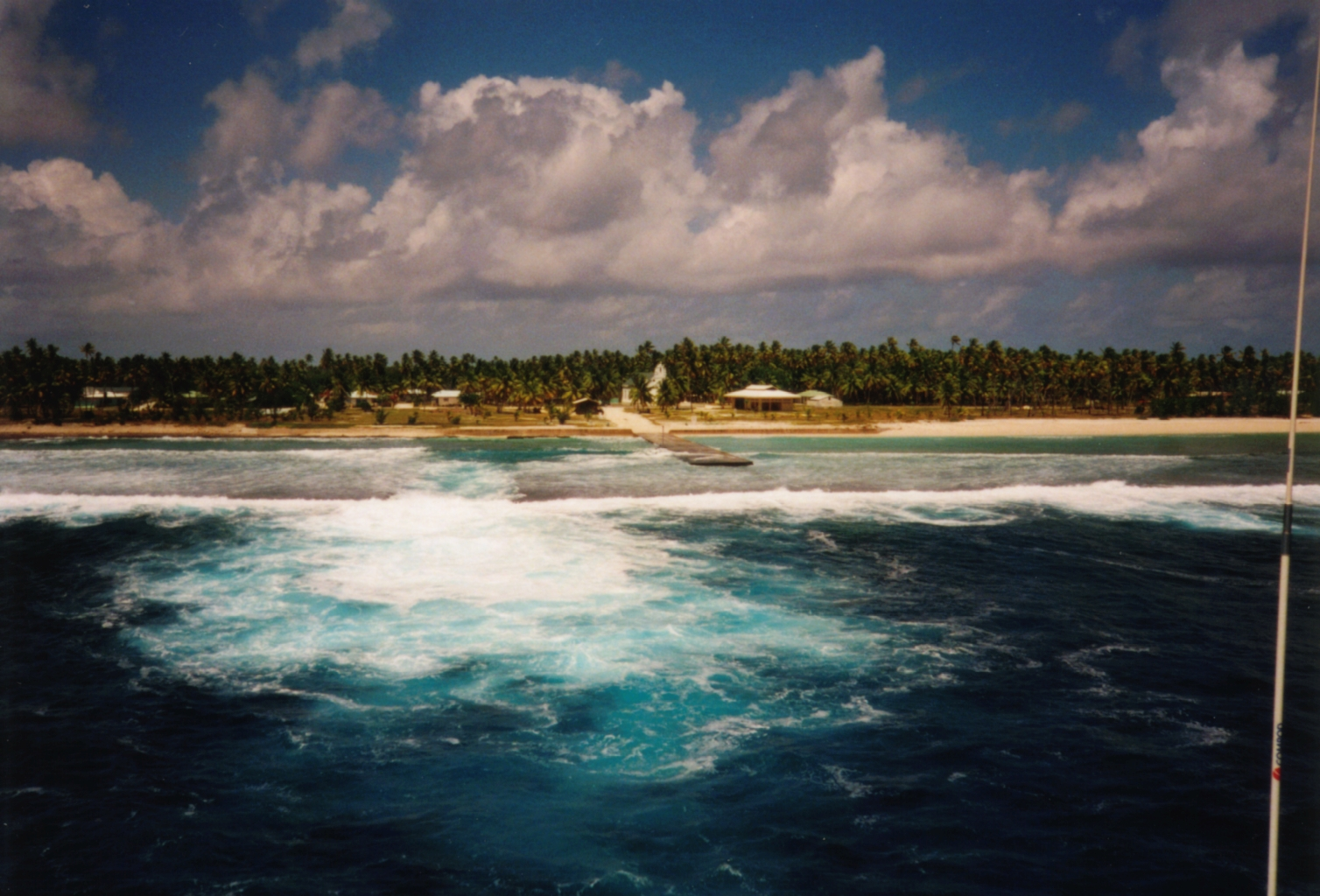
Villa de Te One Mahina.